# VG-20 (Spanje)

De VG-20

De VG-20 of Segundo cinturón de Vigo (Galicisch: Segundo cinto) is een autovía in Galicië. De stadssnelweg is een ringweg rond Vigo. De weg is 11,4 kilometer lang en verbindt de AP-9 met de AG-55.